# 涼宮ハルヒの約束
『涼宮ハルヒの約束』（すずみやハルヒのやくそく）は、涼宮ハルヒシリーズを題材としたバンダイナムコゲームスから発売された非日常体験アドベンチャーゲーム。

## 概要
涼宮ハルヒシリーズ初となるゲーム化作品。
1枚の絵から様々な表情を作り出す「モーションポートレート」を応用した「S.O.S.（シームレスオペレーションシステム）」をゲーム業界として初めて採用している。この斬新なシステムが反響を呼び、今作品は2007年度日本ゲーム大賞フューチャー部門を受賞した。また、このシステムは名称こそ変えているが「とらドラ・ポータブル!」「ときめきメモリアル4」にも採用されている。
キャラクターのキャストはアニメ版と同じであり、テキスト部分はモノローグも含めて完全フルボイスとなっている。
キャラクターデザインや声優など、アニメ版の要素が強いが、当時アニメ化されていなかった『涼宮ハルヒの暴走』までの内容も多く含まれている。また、原作・アニメ版ともに不明だった「映画を完成させたのは誰なのか」という謎について1つの答えが出されている。
当初は2007年12月20日に発売予定だったが、よりよい品質でお客様へお届けするという理由で、同年12月27日に延期された。

## ストーリー
「北高祭」前日、誰もがクラスや部の出し物の準備に追われる中、SOS団のメンバーも映画「朝比奈ミクルの冒険」の上映に向けて作業を進めていた。キョンも超監督ハルヒの指示のもと、連日の徹夜編集作業に勤しんでいた。顔を洗うため部室を出て、占い師姿の長門や鶴屋さん、谷口といった友人たちとすれ違った時、これら1つ1つの出来事にふとした既視感を抱くのだった。徐々に明らかになる「異変」、次々と巻き起こる非日常的アクシデントの数々。はたして無事に映画を完成させて、文化祭当日を迎えることができるのだろうか……。

## 登場人物
詳細については涼宮ハルヒシリーズの登場人物を参照のこと。
涼宮ハルヒ（すずみや ハルヒ）
声 - 平野綾
1年5組。ヒロイン。SOS団団長。無意識のうちに願望を実現する能力を持っているが、本人はその能力に気付いていない。
長門有希（ながと ゆき）
声 - 茅原実里
1年6組。小柄で無口な読書好き娘。銀河を統括する情報統合思念体に作られた対有機生命体コンタクト用ヒューマノイド・インターフェース。いわゆる宇宙人。
朝比奈みくる（あさひな みくる）
声 - 後藤邑子
2年2組。SOS団副々団長兼マスコット兼お茶くみメイド。未来人。
キョン
声 - 杉田智和
1年5組。主人公。SOS団唯一のツッコミ役、ハルヒへの反論、およびモノローグ担当。ふつうの人間。雑用係。「やれやれ」が口癖。
古泉一樹（こいずみ いつき）
声 - 小野大輔
1年9組。SOS団副団長。ある条件下で特殊な能力を行使できる「機関」所属の超能力者。
鶴屋さん（つるやさん）
声 - 松岡由貴
2年生でみくるの友人。常にテンションが高い。「めがっさ」「にょろ」などの独特な口癖を用いる。
キョンの妹
声 - あおきさやか
小学5年生。その名の通りキョンの妹。年齢に合わず子供っぽい。はさみとシャミセンが大好き。
喜緑 江美里（きみどり えみり）
声 - 白鳥由里
2年の女子生徒。SOS団の悩み相談者1号。長門と同じく情報統合思念体に作られた対有機生命体コンタクト用ヒューマノイド・インターフェース。
谷口（たにぐち）
声 - 白石稔
1年5組。キョンの友人。ハルヒとは中学からの同級生。
国木田（くにきだ）
声 - 松元恵
1年5組。キョンの友人。成績はよく、しっかりした性格。
シャミセン
声 - 緒方賢一
ハルヒの能力によって、人語を話すことができるようになったオスの三毛猫。現在はキョンの飼い猫。
コンピュータ研究部部長
声 - こぶしのぶゆき
SOS団が利用している文芸部室の2つ隣にあるコンピュータ研究部の部長。
コンピ研部員A
声 - 石上裕一
コンピ研部員D
声 - 小野友樹
謎の少女
声 - 平野綾
北高祭前日にキョンが見かけた少女。ハルヒにそっくりで、ハルヒと同じリボン付カチューシャを装着している。
朝比奈みくる（大）（あさひな みくる〈だい〉）
声 - 後藤邑子
みくるの数年後の姿。現在よりもさらに胸が発達している。

## ミニゲーム
渚のビーチバレー
キョンがハルヒとチームを組んで、長門・古泉組と対戦するビーチバレーゲーム。
相手のサーブ時に表示されるボタンを制限時間内に正しく押すことで得点、うまくできなければ失点となる。5点先取で勝利。難易度は3段階から選べる。
THE DAY OF SAGITTARIUS
マス目で区切られた宇宙空間で艦隊戦を行う戦術シミュレーションゲーム。原作『涼宮ハルヒの暴走』に出てきた「THE DAY OF SAGITTARIUS 3」のプロトタイプにあたる。
初期状態では敵艦隊を見ることができず、攻撃のためにはまず相手の位置を把握して発見しておく必要がある。
操作するキャラクターによっては、特定のコマンドを拒否する場合がある（たとえば、ハルヒは防御コマンドを50%の確率で拒否して勝手に攻撃を行う）。
ラブラブポーカー
キョンと5人のヒロインが対戦するポーカーゲーム。
各キャラクターには勝負を有利にする必殺技が設定されている。また、勝利するたびにヒロインの衣装が追加されていく。

## 主題歌・挿入歌
- エンディングテーマ曲はゲームの進行状況によって、流れる曲が違う。

オープニングテーマ
「冒険でしょでしょ?」
歌 - 平野綾 / 作詞 - 畑亜貴 / 作曲 - 冨田暁子 / 編曲 - 藤田淳平

エンディングテーマ
「世界が夢見るユメノナカ」
歌 - 平野綾、後藤邑子、茅原実里 / 作詞 - 畑亜貴 / 作曲 - 田代智一 / 編曲 - 安藤高弘
「最終未来を見せて!」
歌 - 平野綾、後藤邑子、茅原実里 / 作詞 - 畑亜貴 / 作曲 - 田代智一 / 編曲 - 安藤高弘
「恋のミクル伝説」
歌 - 後藤邑子 / 作詞 - 山本寛 / 作曲・編曲 - 神前暁

## スタッフ
- プロデューサー - 金山健太
- 原作 - 谷川流
- キャラクター原案 - いとうのいぢ
- ストーリー原案 - 恵比寿仁志
- ストーリー構成・脚本 - ヤスカワ正吾
- 脚本 - 喜多雅、中野麻衣
- 音楽 - 神前暁、中矢博元

## 関連書籍
- 涼宮ハルヒの約束 公式ファンブック ISBN 9784047072404 - 出版：角川グループパブリッシング、監修：バンダイナムコゲームス（2008年1月23日発売）